# Mîrohoșcea Perșa, Dubno
Mîrohoșcea Perșa (în ucraineană Мирогоща Перша) este localitatea de reședință a comunei Mîrohoșcea Perșa din raionul Dubno, regiunea Rivne, Ucraina.

## Demografie
Componența lingvistică a localității Mîrohoșcea Perșa
     Ucraineană (98,61%)
     Rusă (1,13%)
     Alte limbi (0,2%)
Conform recensământului din 2001, majoritatea populației localității Mîrohoșcea Perșa era vorbitoare de ucraineană (98,61%), existând în minoritate și vorbitori de rusă (1,13%).